# آدم ديفيز (مؤلف)
آدم ديفيز (بالإنجليزية: Adam Davies) (و. 1971  م) هو مؤلف، وكاتب، وروائي أمريكي، ولد في لويفيل، كنتاكي.